# Riocorvo
Riocorvo es una localidad del municipio de Cartes (Cantabria, España). Es un pueblo situado junto al río Besaya, a lo largo de lo que fue el Camino Real hacia Reinosa y Castilla, a 55 metros de altitud sobre el nivel del mar. Tiene una población de 180 habitantes (2008, INE), siendo una de las localidades del municipio en las que se concentra la población. Está a 1,3 kilómetros de la capital municipal. En esta localidad el arroyo Belmonte, que nace en la sierra de Cohicillos, se une al río Besaya. Las casas se concentran en la parte noroeste del Camino, de tal forma que se orientan hacia el mediodía.

## Patrimonio arquitectónico
El casco urbano de Riocorvo está declarado Bien de Interés Cultural en la categoría de Conjunto Histórico el 24 de abril de 1981, gracias a sus numerosas casonas blasonadas de estilo barroco, fechadas en los siglos XVII y XVIII. En el año 2021 la localidad fue galardonada con el Premio Pueblo de Cantabria de ese año por la calidad de su casco urbano y por desarrollar un proyecto integrador y unitario entre el camino real, la parte más conocida de esta localidad, con el resto del núcleo urbano.
Pueden citarse, como edificaciones más destacadas:
- Casona-palacio de los Alonso Caballero, o de Manuel Alonso Caballero, de mediados del XVIII. Tiene planta rectangular, tres alturas y cubierta a dos aguas. La fachada es de sillería. Conserva dos escudos de la familia Alonso.
- Casona de Velarde o de José Velarde, en obras en 1752.
- Casa de los púlpitos, del siglo XVIII. Tiene tres alturas.

La iglesia parroquial data del año 1804. Es de pequeño tamaño y se encuentra encajonada entre dos viviendas particulares. 
Además, se encuentra en esta localidad uno de los ingenios hidráulicos del municipio, incluidos en el Inventario General del Patrimonio Cultural de Cantabria, como Bienes Inventariados (año 2003, el Molino del Salto. Se trata de un edificio proto-industrial. Fue un molino harinero que ha sufrido diversas reformas. En el siglo XX la familia Yllera transformó el edificio en una moderna fábrica de harinas (La Emiliana), y, más tarde, en 1921 la convirtió en una fábrica de hilaturas. Aunque la fábrica pasó a otros propietarios, se mantuvo su nombre y su uso hasta los años sesenta. En la actualidad una mínima parte de sus instalaciones son utilizadas para la producción de energía eléctrica.

## Lugareños ilustres
Personajes históricos nacidos en Riocorvo fueron:
- Fray Pedro Bustamante (1666–1728), religioso.
- José Cueto y Díez de la Maza (1839–1908), religioso.
- José Escalante y González (1843–1911), historiador, especialista en electricidad cuya demostración de iluminación con luz eléctrica permitió que en 1880 se realizaran las primeras fotografías de la Cueva de Altamira.

Esta localidad no formó parte del primer ayuntamiento constitucional de Cartes, formado durante el Trienio Liberal (1821-1823), sino que junto con otras localidades integraba el término de Cohicillos.

## Premios a la localidad
La localidad de Riocorvo fue galardonada con el Premio Pueblo de Cantabria en 2021.

| Predecesor: Pujayo | Premio Pueblo de Cantabria 2021 | Sucesor: Cicera |